# Папа Бонифације VI
Папа Бонифације VI (лат. Bonifatius VI; преминуо априла 896. године) је био на челу Католичке цркве априла 896. године. Био је родом из Рима. Његов избор је настао као резултат нереда убрзо после смрти папе Формоза. Пре своје владавине, он је двапут добио казну одузимања налога као ипођакон и као свештеник. После понтификата од петнаест дана, неки су тврдили да је умро од гихта, други да је насилно избачен како би се направило место за Стефана VI, кандидата сполетске странке.
На сабору у Риму одржаном од стране Јована IX 898. године, његов избор проглашава се ништавним.